# 于布赖
于布赖（法語：Ubraye，法語發音：[ybʁaj]）是法国上普罗旺斯阿尔卑斯省的一个市镇，属于卡斯泰拉讷区。

## 地理
于布赖（43°54'31"N, 6°41'49"E）面积35.65 平方千米，位于法国普罗旺斯-阿尔卑斯-蓝色海岸大区上普罗旺斯阿尔卑斯省，该省份为法国东南部内陆省份，北起上阿尔卑斯省，西接沃克吕兹省，西北接德龙省，南至瓦尔省，东临滨海阿尔卑斯省，东北部与意大利接壤。
与于布赖接壤的市镇（或旧市镇、城区）包括：阿诺特、瓦勒德沙尔瓦涅、昂特勒沃、圣伯努瓦、索莱亚、韦尔贡、布里扬索内。

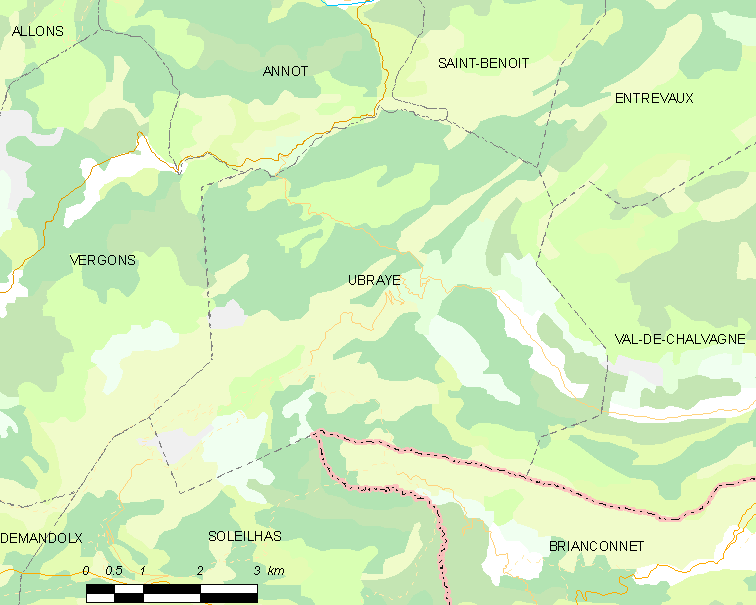
于布赖的OSM定位图

于布赖的时区为UTC+01:00、UTC+02:00（夏令时）。

## 行政
于布赖的邮政编码为04240，INSEE市镇编码为04224。

## 政治
于布赖所属的省级选区为卡斯泰拉讷县。

## 人口

1962-2008年间于布赖人口变化图示

于布赖于2022年1月1日时的人口数量为99人。